# 天敵昆虫学
天敵昆虫学（てんてきこんちゅうがく、英語: Insect Natural Enemies）は、昆虫をつかった生物的防除学の一分野である。

## 概要

### 目的
化学農薬の使用を最小限に抑えるため、害虫の天敵を活用して害虫の防除を図る生物的防除の一分野であり、主に天敵昆虫を利用する。害虫防除技術体系であるIPM (総合的害虫管理) を軸とした害虫対策が行われる中、重要な役割を担っている。化学農薬のように害虫を０にすることを目的とせず、生産物に悪影響が出ない程度に害虫の出現を抑えることが目的である。
本来、自然界であれば単一の昆虫の種が異常に発生することは稀であり、それはその種の捕食者または寄生する者がその生態系に十分に存在するからである。人間によって作られた農地では栄養素を豊富に含む作物が大量に密生する環境が生まれるため、その作物を食す昆虫が大量に発生する。しかし、その天敵の増加が追い付かず、植食者の昆虫は「害虫」となってしまう。ここに植食者を捕食または寄生する昆虫を放飼し農地の生態系に上手く組み込ませることで、害虫の大量発生を抑えることが出来る。

## 歴史

### 概観
人類が農業を始める以前の本来の自然生態系では、植物だけでなく植食性動物も肉食性動物も、種の多様性は高いが個々の種の密度は高くなかった。
現代でいう伝統的な農業が始まり、作物の収量を上げるために生態系の多様性を犠牲にした。それでも、伝統的な農業では生態系を極端に単純化したわけではなかったので、天敵などによる一定の自然制御力は保持していた。
一方、化学農薬依存の高度に管理された近代農業の生態系においては、作物以外の雑草や害虫はほぼ完全に排除されその生物多様性は極端に低くなった。第二次世界大戦後では全面的に害虫の化学的防除が主流となってしまい、その結果天敵による自然制御力は無視されてきた。そして後に、薬剤抵抗性を獲得した一部の難防除害虫は、化学農薬により天敵がいなくなったことで大発生するようになった。
その反省から、総合的害虫管理が重要であると理解され、物理的防除・化学的防除・生物的防除のバランスをとった害虫管理を行うことで生態系および多様性の損失を減らそうと考えられている。

### 日本での導入
日本で初めて天敵昆虫を導入したのは1911年のベダリアテントウである。1911年に日本でイセリアカイガラムシという柑橘の害虫が静岡県で発見された。1908年にカリフォルニアからオレンジとレモンの苗木が導入されており、その苗木から全国に広がっていったとされている。台湾でハワイから導入したベダリアテントウが効果的な防除をしたということが既に知られていたため、ベダリアテントウを輸入しイセリアカイガラムシによる悲劇的な事態を防ぐことが出来た。カリフォルニアではイセリアカイガラムシが猛威を振るっており、柑橘が壊滅する恐れがあった。
日本における天敵昆虫をつかった防除の成功例として有名なのは、1946年の安松京三博士によるルビーアカヤドリコバチ発見から始まった防除である。同様に静岡県で発見された（こちらは長崎県口之津から広がったとされる）ルビーロウムシという柑橘の害虫が全国に広がっており、この害虫の防除が急がれていた。これは前述したイセリアカイガラムシも同様だが、カイガラムシの仲間は葉の裏側に付く習性があり、農薬散布では十分に死滅しないという問題がある。本種の天敵は当時見つかっておらず、化学農薬による防除に頼るしかなかった。しかし、1946年に当時九州大学農学研究院昆虫学教室の教授であった安松京三博士が、農学部構内に生えていたゲッケイジュの木から得られたルビーロウムシをガラス管内で飼育していたところ、カイガラムシから羽化した寄生蜂を発見した。本種は新種であることが分かり、ルビーアカヤドリコバチと命名された。後に安松博士は、全国でのルビーアカヤドリコバチの配布をし、生物的防除の成功を収めた。
以上のカイガラムシと同様の時期に侵入しておりながら、日中国交断絶により取り残されてしまった害虫がいた。それがクリタマバチである。栗の生産においてクリタマバチはかなりの率で被害をもたらしていた。当時クリマモリオナガコバチという寄生蜂を日本では利用していたが、クリタマバチのつくる虫こぶが巨大すぎるために、産卵管の短いクリマモリオナガコバチでは防除が不十分であった。1975年に農林省から派遣された「果樹害虫防除への天敵利用技術交流団」によって、新種の寄生蜂であったチュウゴクオナガコバチが導入され、生物的防除の成功を収めた。
現在では、生物多様性の保全の観点から海外の害虫天敵を利用することは非常に難しく、日本での新種の天敵の発見が必須である。外来種を持ち込むと、予期せず作物に直接害を与える者に成り代わったり、外来寄生虫の持ち込み、在来種との競争、交雑による遺伝子汚染の以上４つの危険性がある。外来天敵を持ち込むには、以上の危険性の確認が必要であるために時間がかかる。概ね昆虫には天敵が存在するが、未だ発見されていない寄生者などが沢山いると考えられている。

## メリットとデメリット
昆虫の生物的防除にはメリットとデメリットがある。
メリット
- 散布の労力が省ける　一度撒くだけでよい。
- 環境負荷が小さい　害虫に対してのみ効果のある天敵を選択するため、環境に大きな影響は与えない。
- 半永久的か長期間の効果を発揮する　一度生態系に組み込まれると、害虫が毎年同程度抑制される。
- うまくいけば経済的に安上がり　一度に撒く分には高価だが、一度で済むので化学農薬より安い。

デメリット
- 害虫と天敵の生態について深い知識が必要　昆虫の生態を知るにはかなりの時間と労力が必要である。土着の生物を気にしないと失敗する。
- 害虫種を根絶しない　害虫を完全に根絶することは無いので、一定の（生産には影響はでないレベルだが）被害を受ける。
- 効果が不安定なことがある　近年の異常気象から起こる環境変動などで大きく効果が変動する場合がある。
- 利用法によっては単価が高い　増殖にコストがいるため、どうしても天敵の値段が高くなる。
- 時間がかかる　化学農薬のように、撒いてすぐ害虫が減るわけではない。

## 天敵昆虫
- ルビーアカヤドリコバチ
- チュウゴクオナガコバチ
- ヤノネキイロコバチ
- ヤノネツヤコバチ
- ベダリアテントウ
- ヘメアカボシテントウ
- オンシツツヤコバチ
- チリカブリダニ
- ルリコナガラトビコバチ
- ウスイロコナカイガラクロコバチ
- シルベストリコバチ
- ジャガイモガトビコバチ
- クリマモリオナガコバチ

## 害虫防除教育・研究組織
- 九州大学農学部生物資源環境学科　生物資源生産科学コース／大学院生物資源環境科学府　資源生物科学専攻　昆虫学研究室[1]
- 九州大学大学院農学研究院　附属生物的防除研究施設[2]
  - 日本の応用昆虫学の本流、害虫防除を目的とした昆虫学の日本の拠点。環境にやさしい、生物が害虫を食す防除法の研究は九州大が創出し、現在も中心的存在。
- 九州大学熱帯農学研究センター[3]
- 九州大学共創学部　共創学科／地球社会統合科学府　地球社会統合科学専攻[4]
- 岡山大学農学部　総合農業科学科　環境生態学コース／大学院環境生命科学研究科　生命環境学専攻[5][6]
  - 害虫防除という考え方を批判し、生態系を守りつつ害虫の被害を最小限に抑える害虫管理というコンセプトでの昆虫・害虫研究の牽引役。
- 宮崎大学農学部　植物生産環境科学科／大学院農学研究科　生物生産科学専攻[7]
  - ハウス栽培農家の多い土地柄、ハウスで害虫を調査し、開発中の天敵で害虫防除の実験を行っている。
- 高知大学農林海洋科学部　 農林資源環境科学科／総合人間自然科学研究科　農学専攻[8]
  - 天敵利用の害虫防除を実際に行っている。